# 10346 Triathlon
10346 Triathlon (1992 GA1) là một tiểu hành tinh vành đai chính được phát hiện ngày 2 tháng 4 năm 1992 bởi C. S. Shoemaker và D. H. Levy ở Palomar.